# オネシフォール・ペックール
オネシフォール・ペックール（Onésiphore Pecqueur 、1792年 - 1852年）は、フランスの機械技術者、時計職人。
1827年、キュニョーの蒸気自動車を発展させた小型版を製作した。キュニョーの車は3輪で前輪1輪を前方に載せた蒸気エンジンで駆動したが、ペックールの車は、前輪が2輪となり2輪を動かすステアリング機構を持つ4輪自動車となっていた。前方に載せた蒸気エンジンは後方の車輪を駆動する後輪駆動だった。このとき、差動装置を開発し特許を取得した。ペックールの発明が現代の自動車で使われている差動装置のベースであり、ほぼ同等機能をすでに備えていた。この車に装備されたステアリング装置も時代に先立つものだった。